# Trathala gifa
Trathala gifa är en stekelart som beskrevs av Ian D. Gauld 2000. Trathala gifa ingår i släktet Trathala och familjen brokparasitsteklar. Inga underarter finns listade i Catalogue of Life.